# 姜泰煥
姜泰煥（カン・テファン、강태환、1944年7月15日-）は、韓国のサクソフォーン奏者。
小学生時代よりクラリネットを始め、その後サクソフォーンを手にする。1968年に韓国国内において最年少でジャズバンドのリーダーになった。1978年パーカッショニスト金大煥とトランペッター崔善培とともに姜泰煥トリオを結成、韓国国内で初のフリージャズグループとなった。1988年にトリオ解散後もソロで活動を続けている。